# Teatro comunale di Santa Maria a Monte
Il Teatro comunale di Santa Maria a Monte è un teatro situato a Santa Maria a Monte, in provincia di Pisa.
Nasce come cinematografo e ha avuto il suo periodo di maggiore attività fra gli anni cinquanta e gli anni sessanta. A seguito anche della crisi degli spettacoli cinematografici e per problemi di adeguamento alle normative di sicurezza, dalla metà degli anni ottanta è rimasto a lungo chiuso.
Il Comune lo ha ristrutturato e riaperto nel  2000 come centro polivalente per iniziative culturali e di spettacolo.
Dal 2014 il teatro è sotto la gestione dell'Associazione Culturale "Pensieri di Bo'" con la direzione artistica di Franco Di Corcia Jr.